# The Last Dance (programma televisivo)
The Last Dance è una serie tv creata da ESPN e Netflix che racconta la carriera di Michael Jordan partendo dalla stagione dell’ultimo anello, con continui flashback sugli anni passati.
La serie è uscita in streaming sulla piattaforma Netflix il 19 aprile 2020 con la pubblicazione dei primi due episodi, e si è conclusa il 17 maggio dello stesso anno, con un totale di 10 episodi e 8 ore di durata complessiva.
La serie ha raccolto recensioni estremamente positive ed è diventata immediatamente un fenomeno mediatico, chiudendo con un totale di 23,8 milioni di spettatori a livello globale e diventando il documentario ESPN più visto della storia.
L'uscita della serie è stata anticipata a causa del periodo di lockdown causato dalla pandemia di COVID-19, in un periodo in cui il campionato NBA era stato sospeso: questo ha certamente contribuito all'enorme successo della serie, diventando il principale intrattenimento per gli appassionati di basket in tutto il mondo.

## Trama
La serie racconta i sei titoli
NBA ottenuti dai Chicago Bulls tra il 1991 e il 1998, con un particolare focus sulla stagione 1997-98 (ultimo campionato disputato da Jordan con la franchigia) e sulla carriera della loro stella Michael Jordan. La serie contiene anche numerosi contributi da parte di altri elementi centrali del gruppo, come Scottie Pippen, Phil Jackson e Dennis Rodman, e svariate personalità di spicco della storia dell'NBA come Magic Johnson e Kobe Bryant.

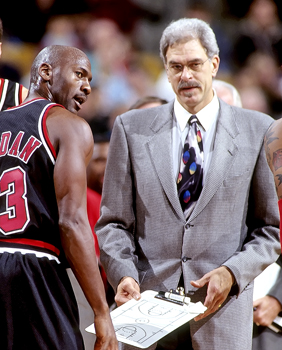
Michael Jordan e il coach Phil Jackson durante la stagione 1997-98.

La serie utilizza una serie di immagini e riprese inedite, girate da una troupe cinematografica della NBA Entertainment, che ha avuto la possibilità di seguire tutte le attività dei Bulls nell'arco dell'intero torneo. Queste immagini sono intervallate da approfondimenti sulle varie personalità intervistate e sulla vita di Jordan in particolare.

## Episodi
| Stagione       | Episodi | Pubblicazione USA | Pubblicazione Italia |
| -------------- | ------- | ----------------- | -------------------- |
| Prima stagione | 10      | 2020              | 2020                 |

## Protagonisti e doppiatori
- Michael Jordan: Alberto Angrisano
- Scottie Pippen: Roberto Draghetti
- Dennis Rodman: Christian Iansante
- Phil Jackson: Massimo Giuliani
- Jerry Krause: Massimo De Ambrosis
- Magic Johnson: Paolo Marchese[3]

## Controversie
Dopo la pubblicazione della serie, Scottie Pippen ha fatto alcune dichiarazioni riguardo l'autenticità del prodotto, definendolo l'ennesimo tentativo di Jordan di ricordare alle nuove generazioni il suo talento e lascito sportivo, e in particolare la sua superiorità a LeBron James:
Pippen ha aggiunto che racconterà la sua versione dei fatti nella sua biografia inedita, dal titolo "Unguarded".